# لینا نیلسون
لینا نیلسون (انگلیسی: Lina Nilsson؛ زادهٔ ۱۷ ژوئن ۱۹۸۷) بازیکن فوتبال اهل سوئد است.
از باشگاه‌هایی که در آن بازی کرده‌است می‌توان به باشگاه فوتبال روزنگرد اشاره کرد.
وی همچنین در تیم ملی فوتبال زنان سوئد بازی کرده‌است.